# Палестина на Универсиадах
Палестина принимает участие в Универсиадах начиная с летней Универсиады 2003 года в Тэгу. На зимних Универсиадах спортивная делегация Палестины не участвовала ни разу.
На настоящее время (после летней Универсиады 2021 и зимней Универсиады 2023) спортсмены Палестины на всех Универсиадах медалей не завоевали.